# 쇼난 모노레일 에노시마선
쇼난 모노레일 에노시마 선(일본어: 湘南モノレール江の島線)은 쇼난 모노레일의 유일한 철도 노선이다. 일본 가나가와현 가마쿠라시에 있는 오후나역과 후지사와시에 있는 쇼난에노시마 역을 잇는다.

## 역사
- 1970년 3월 7일: 오후나 ~ 니시카마쿠라 구간이 개통.
- 1971년 7월 1일: 니시카마쿠라 ~ 쇼난에노시마 구간이 개통, 전 구간이 개통.

## 운행 형태
기본적으로 전 구간을 왕복 운행한다. 노선은 단선이며 영업 거리는 6.6km이다. 기점, 종점을 포함하며 8개역이 있다. 교행 가능 역은 도중에 4개역이 있으며 시격은 영업시간 중 새벽녘 및 심야를 제외해서 거의 7.5분으로 운행되어 있으며 일본의 단선 철도로서는 가장 빈도가 많다. IC 승차권은 아직도 도입되지 않고 자동 개표기가 없는 중간 역에서는 승무원이 집표할 경우도 있다. 그리고 차장이 차내 승차권을 발매할 수 있다. 이용객은 연간 1000만명 (2009년 기준) 이 넘는다. 지금은 관광객보다 통근 통학객이 많으며 오후나 역에 다가오면 승객은 점증하는 경향에 있다. 영업 최고속도는 75 km/h이다. 신호보안은 자동폐색식이며 루프 코일에 의한 자동열차정지장치를 채용하고 있다. 차량기지는 쇼난마치야 역 근처에 있다.

## 차량
차량은 3량 7개 편성이 있다. 500형 (4편성) 은 저항제어 이고 5000계 (3편성)는 교류구동이다. 출입문은 1량당 한쪽 2개씩 있다. 전차선 전압은 직류 1500V이며 특수 집전장치는 양극, 음극 2가지를 갖추어 있다. 대차는 1량당 2대 있으며 고무 타이어 독립차륜 방식이며 주행용 타이어와 가이드 용 타이어를 대차마다 각각 4개 갖추어 있다. 알루미늄 휠과 츄브레스 타이어를 채용하였다. 보조 차륜 및 펑크 검지 장치를 갖추어 있다. 대차에는 2대씩 출력 55kW의 견인 전동기가 있으며 자동차와 같은 차동기어에 의해 동력이 전달된다. 현수 장치는 대차와 차체를 링크로 맺고 차체를 현수한다. 곡선 통과 시에는 진자 작용한다. 공기 스프링과 횡방향 오일 덤퍼가 장착되어 있다. 대차와 차체 사이에는 안전 장치로서 안전 와이어가 병설되어 있다. 차체는 알루미늄 합금제이다. 2004년부터 모두 차량은 냉난방을 완비한다.

5000계 전동차는 전기 제동으로서 회생제동 및 예비 발전제동을 채용하고 있지만 2008년 2월에 제어 장치가 잡음을 받고 정지 위치를 일탈한 사고가 발생했으므로 신차는 운행정보기록장치를 새로이 탑재하였다.

### 차량 치수
- 전장: (중간차 기준) 13500mm
- 차체 길이: 12750mm
- 차체 높이: (중간차 기준) 약 2500mm
- 전폭: 2650mm
- 전고: 대차를 포함해서 4748mm
- 대차 중심 간 거리: 7650mm

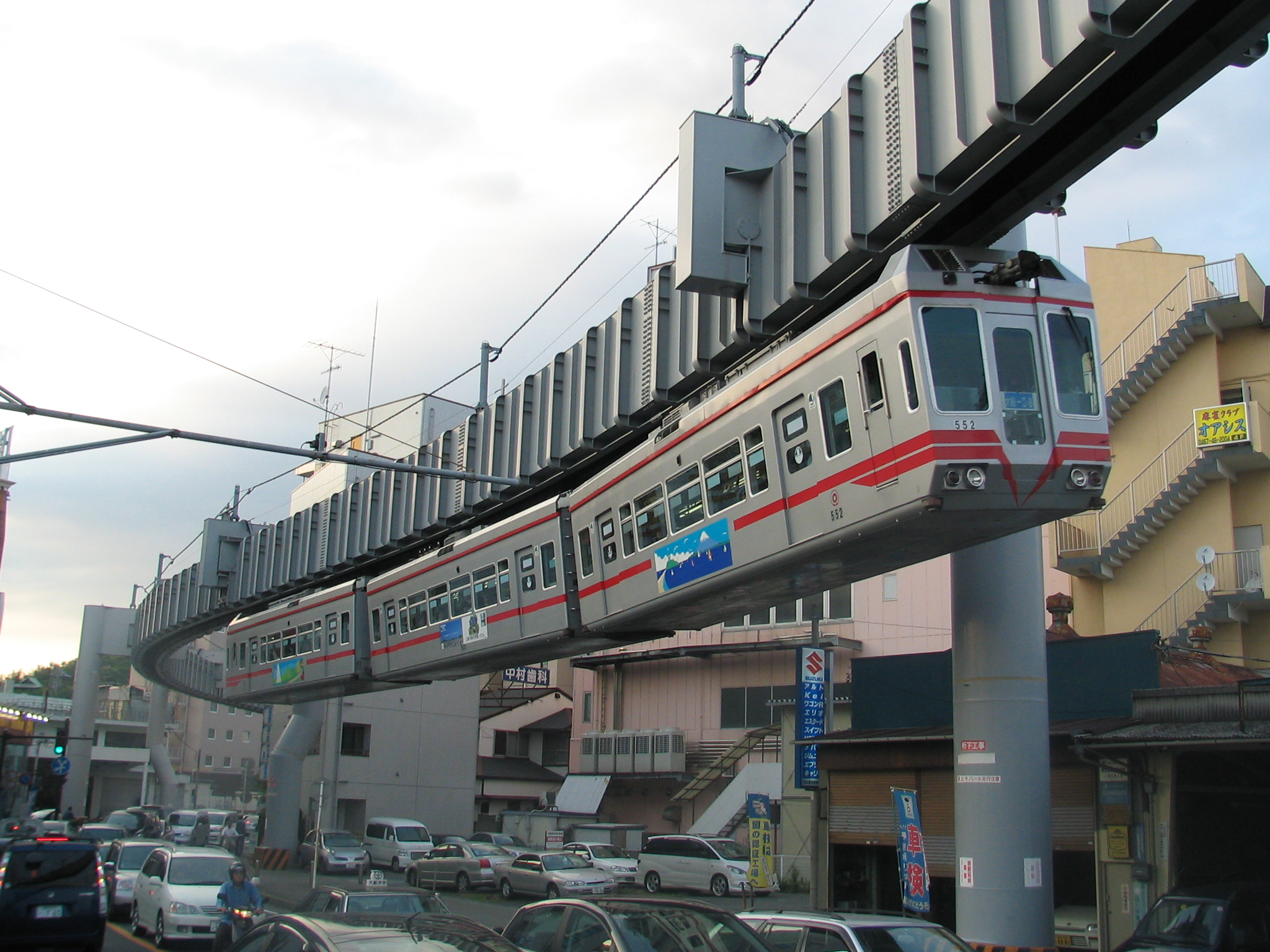
500형
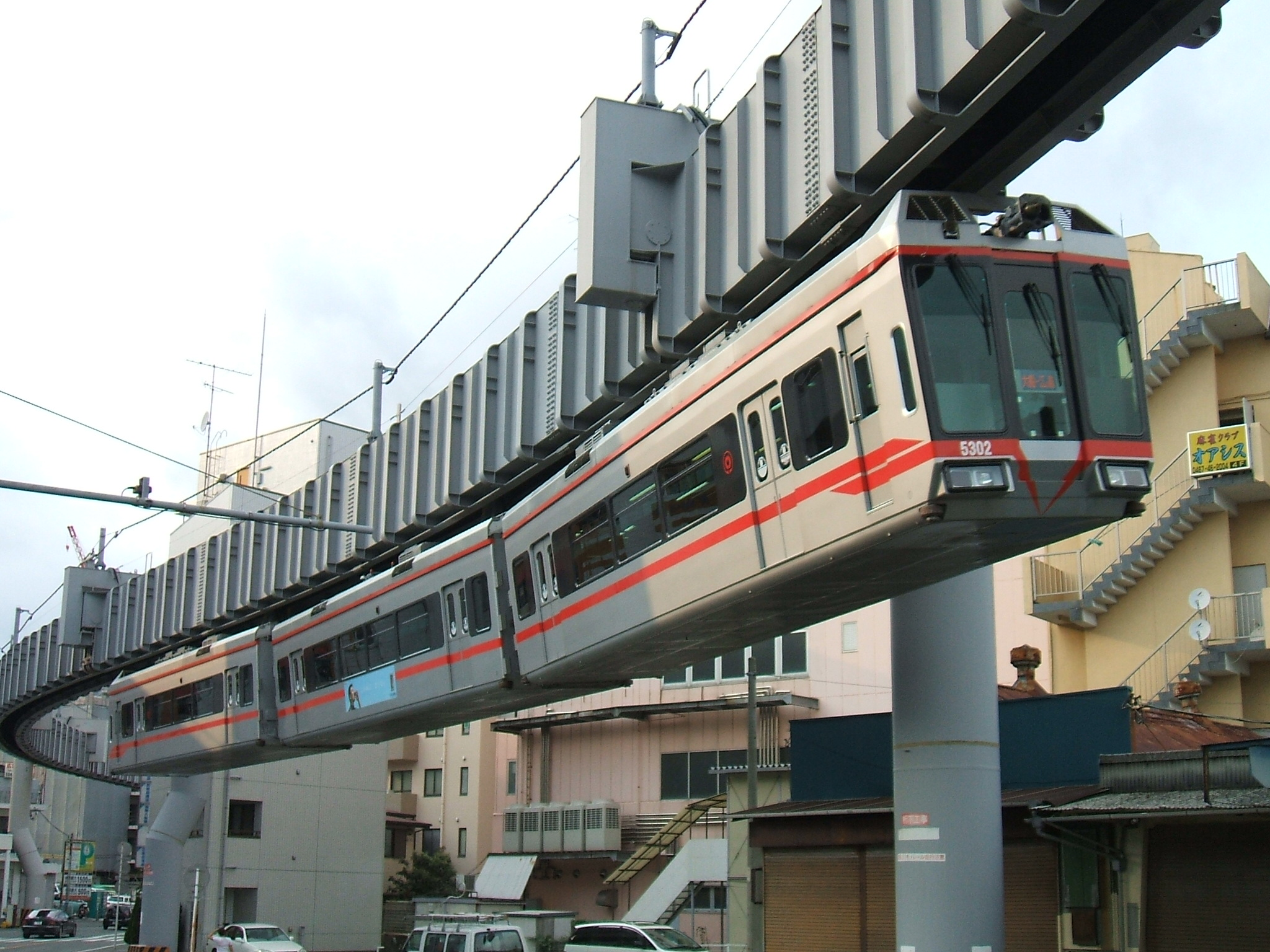
5000계

## 역 목록
| 역 이름        | 일본어 이름 | 영업 거리 (km) | 접속 노선                                            | 소재지     | 소재지                                                                                |
| -------------- | ----------- | -------------- | ---------------------------------------------------- | ---------- | ------------------------------------------------------------------------------------- |
| 오후나         | 大船        | 0.0            | 동일본 여객철도 도카이도 본선 요코스카 선, 네기시 선 | 가나가와현 | 가마쿠라시                                                                            |
| 후지미초       | 富士見町    | 0.9            |                                                      | 가나가와현 | 가마쿠라시                                                                            |
| 쇼난마치야     | 湘南町屋    | 2.0            |                                                      | 가나가와현 | 가마쿠라시                                                                            |
| 쇼난후카사와   | 湘南深沢    | 2.6            |                                                      | 가나가와현 | 가마쿠라시                                                                            |
| 니시카마쿠라   | 西鎌倉      | 4.7            |                                                      | 가나가와현 | 가마쿠라시                                                                            |
| 가타세야마     | 片瀬山      | 5.5            |                                                      | 가나가와현 | 가마쿠라시                                                                            |
| 메지로야마시타 | 目白山下    | 6.2            | 후지사와시                                           | 가나가와현 |                                                                                       |
| 쇼난에노시마   | 湘南江の島  | 6.6            | 후지사와시                                           | 가나가와현 | 에노시마 전철 에노시마 전철선(에노시마 역) 오다큐 전철 에노시마 선(가타세에노시마 역) |